# 아니아 (가수)
아니아(폴란드어: Anna Monika Dąbrowska "Ania", 1981년 1월 7일 ~ )는 폴란드의 싱어송라이터이다.